# Elezioni parlamentari in Estonia del 2003
Le elezioni parlamentari in Estonia del 2003 si tennero il 2 marzo per il rinnovo del Riigikogu. In seguito all'esito elettorale, Juhan Parts, espressione di Res Publica, divenne Primo ministro; nel 2005 fu sostituito da Andrus Ansip, esponente del Partito Riformatore Estone.

## Risultati
| Liste                                       | Voti    | %     | Seggi |
| ------------------------------------------- | ------- | ----- | ----- |
| Partito di Centro Estone                    | 125 709 | 25,40 | 28    |
| Res Publica                                 | 121 856 | 24,62 | 28    |
| Partito Riformatore Estone                  | 87 551  | 17,69 | 19    |
| Unione Popolare Estone                      | 64 463  | 13,03 | 13    |
| Unione della Patria                         | 36 169  | 7,31  | 7     |
| Partito Popolare Moderato                   | 34 837  | 7,04  | 6     |
| Partito Popolare Unito Estone               | 11 113  | 2,25  | –     |
| Partito Popolare Cristiano Estone           | 5 275   | 1,07  | –     |
| Partito dell'Indipendenza Estone            | 2 705   | 0,55  | –     |
| Partito Socialdemocratico Estone del Lavoro | 2 059   | 0,42  | –     |
| Partito Russo in Estonia                    | 990     | 0,20  | –     |
| Candidati individuali                       | 2 161   | 0,44  | –     |
| Totale                                      | 494 888 | 100   | 101   |